# Frank Klötzli

Frank Klötzli (1997)

Links im Bild Frank Klötzli 1974 bei einer TV-Sendung mit André Ratti

Frank Arnold Klötzli (* 7. Februar 1934 in Zürich; † 17. Dezember 2020 ebenda) war ein Schweizer Ökologe und Hochschulprofessor.

## Leben
Franz Klötzli hat nach seiner Schulausbildung an der ETH Zürich studiert und 1959 sein Diplom abgelegt. Im Jahr 1964 wurde er an der ETH zum Dr. sc. Nat. promoviert.
Nach seiner Promotion war er wissenschaftlicher Assistent beziehungsweise Oberassistent am Geobotanischen Institut der ETH bei Heinz Ellenberg. Er habilitierte sich 1969 und wurde danach zum Privatdozenten für Angewandte Pflanzensoziologie und Pflanzenökologie ernannt. Von 1976 bis zu seiner Emeritierung 1999 war er als Professor in diesen Fächern tätig.
Ab 1970 war Klötzli Experte der Eidgenössischen Natur- und Heimatschutz-Kommission und war von 1972 bis 1988 Mitglied der Schweizerischen UNESCO-Kommission. 1984 präsidierte er die Schweizerische Akademie der Naturwissenschaften und 1987 war er Mitglied des World Council of Science der UNESCO-Hauptkonferenz in Paris. 2006 erhielt er den Reinhold-Tüxen-Preis, unter anderem für seine wissenschaftlichen Projekte zur Gletscherforschung. Am 27. November 2012 wurde ihm die Ehrendoktorwürde der Universität Salzburg verliehen. Klötzli hatte Einsitz in verschiedenen nationalen Institutionen, beispielsweise der Biologischen Kommission oder dem schweizerischen Umweltrat.
Klötzli verstarb im Dezember 2020 im Alter von 86 Jahren während der COVID-19-Pandemie an COVID-19 in Zürich. Er war verheiratet, hatte Kinder und lebte in Wallisellen. Er war ab 2001 Ehrenpreisträger der Gemeinde Wallisellen, der Preis wird für besondere Verdienste in Kultur, Wissenschaft und Sport vergeben.